# Serpentin (chimie)
Pour les articles homonymes, voir Serpentin.

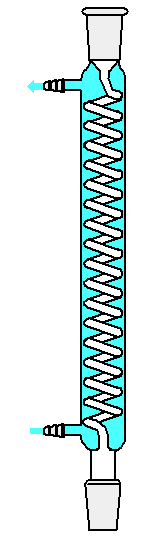
Schéma d'un serpentin.

En chimie, un serpentin est un tube de verre en forme de solénoïde (ou d’hélice), servant le plus souvent d'instrument réfrigérant dans les alambics. Parcouru par un gaz, il est plongé dans un liquide réfrigérant pour faciliter la condensation du gaz.
L’introduction du serpentin dans les alambics au XIIe siècle a fortement accru leur rendement. Le serpentin est tombé en désuétude avec l’avènement des colonnes de distillation au XIXe siècle, sauf dans les chaudières charentaises pour fabriquer du cognac.